# Rovio Entertainment
Rovio Entertainment Oyj (trước đây là Relude Oy và Rovio Mobile Oy và hoạt động quốc tế dưới tên Rovio Entertainment Corporation) là một công ty phát triển trò chơi điện tử Phần Lan có trụ sở tại Espoo. Được thành lập vào năm 2003 bởi ba sinh viên của Trường Đại học Công nghệ Helsinki là Niklas Hed, Jarno Väkeväinen và Kim Dikert, công ty nổi tiếng nhất với dòng sản phẩm Angry Birds. Hiện tại, công ty hoạt động các studio tại Espoo, Stockholm, Copenhagen và Montreal.
Thành công của công ty đã giúp xác lập Phần Lan trở thành một nhà cầm quân hàng đầu trong ngành công nghiệp trò chơi di động và đã giúp tạo ra một hệ sinh thái phát triển trò chơi phát đạt trong nước.
Công ty Sega Sammy Holdings có trụ sở tại Nhật Bản dự định mua lại Rovio vào ngày 6 tháng 8 năm 2023 với số tiền 776 triệu đô la Mỹ, biến công ty sau đó thành một công ty con hoàn toàn thuộc sở hữu của Sega.

## Lịch sử
Vào năm 2003, ba sinh viên của Trường Đại học Công nghệ Helsinki, Niklas Hed, Jarno Väkeväinen và Kim Dikert, tham gia một cuộc thi phát triển trò chơi di động tại Assembly demo party do Nokia và Hewlett-Packard tài trợ. Một chiến thắng với trò chơi di động mang tên King of the Cabbage World đã đưa ba người này thành lập công ty riêng của mình, Relude. King of the Cabbage World đã được bán cho Sumea và đổi tên thành Mole War, trở thành một trong những trò chơi di động đa người chơi thời gian thực đầu tiên. Vào tháng 1 năm 2005, Relude nhận được vòng đầu tư đầu tiên từ một nhà đầu tư thiên thần, và công ty đã đổi tên thành Rovio Mobile, trong đó "rovio" dịch từ tiếng Phần Lan là "đống cháy".
Năm 2009, Hội đồng ban quản lý đã bổ nhiệm Mikael Hed làm CEO. Vào tháng 12 năm 2009, Rovio phát hành trò chơi Angry Birds, trò chơi thứ 52 của họ, một trò chơi giải đố trong đó một con chim được bắn vào lợn bằng cách sử dụng bắn bi từ một cái bắn thúc cho iPhone; sau 6 tháng, trò chơi này đã đứng đầu bảng xếp hạng ứng dụng trả tiền trên App Store của Apple, và tiếp tục nằm trong bảng xếp hạng trong nhiều tháng sau đó.
Tháng 3 năm 2011, Rovio đã gọi vốn 42 triệu đô la từ các nhà đầu tư rủi ro như Accel Partners, Atomico và Felicis Ventures. Vào tháng 7 năm 2011, công ty đã đổi tên thành Rovio Entertainment. Tháng 6 năm 2011, công ty đã thuê David Maisel để dẫn dắt việc sản xuất phim Angry Birds. Đến tháng 10 năm 2011, Rovio đã mua lại công ty hoạt hình Kombo đóng tại Helsinki. Hãng phim hoạt hình đã được mua lại để sản xuất một loạt video ngắn phát hành vào năm 2012. Tháng 3 năm 2012, Rovio đã mua lại Futuremark Game Studios, phân nhánh phát triển trò chơi của công ty đo đạc Futuremark, với mức giá không được tiết lộ.
Vào tháng 5 năm 2012, Rovio thông báo rằng dòng trò chơi Angry Birds đã đạt mốc một tỷ lượt tải về. Vào tháng 7 năm 2012, Rovio thông báo kết hợp phân phối với Activision để mang ba tựa game Angry Birds đầu tiên đến các hệ máy chơi game và máy chơi cầm tay với tên gọi Angry Birds Trilogy. Trò chơi được phát hành vào tháng 9 năm 2012. Vào tháng 11 năm 2012, Rovio phát hành Angry Birds Star Wars, một phiên bản của trò chơi phổ biến được cấp phép từ ba phần của bộ phim gốc Star Wars, dành cho các thiết bị di động và máy tính cá nhân. Rovio tiếp tục hợp tác với Activision để chuyển đổi trò chơi sang hệ máy chơi game và máy chơi cầm tay, và trò chơi đã được phát hành trên các nền tảng này vào tháng 10 năm 2013. Một phần tiếp theo, Angry Birds Star Wars II, dựa trên ba phần tiền truyện của Star Wars, đã được phát hành vào tháng 9 năm 2013.
Tháng 3 năm 2013, Rovio ra mắt kênh đa nền tảng Toons.TV của họ bắt đầu bằng Angry Birds Toons. Kênh này đã bị ngừng hoạt động vào năm 2017.
Vào tháng 1 năm 2014, Rovio thông báo rằng dòng trò chơi Angry Birds đã đạt mốc hai tỷ lượt tải về. Ngoài ra, đã được tiết lộ rằng dòng trò chơi hàng đầu của họ, Angry Birds, đã "rò rỉ dữ liệu" cho các công ty bên thứ ba, có thể là các cơ quan giám sát như NSA. Để trả đũa, các hacker chống lại NSA đã làm hỏng trang web của Rovio.
Vào tháng 5 năm 2014, Rovio ra mắt một phân ngành xuất bản mới là Rovio LVL11 để phát hành các trò chơi thử nghiệm. Trò chơi đầu tiên được phát hành dưới Rovio LVL11 là Retry và trò chơi thứ hai là Selfie Slam. Đến tháng 6 năm 2014, Rovio xem chính mình là một công ty giải trí, không chỉ là một công ty trò chơi. Điều này được củng cố bởi doanh số bán hàng và cấp phép sản phẩm của Rovio chiếm khoảng một nửa doanh thu hàng năm của họ, đạt 216 triệu đô la vào năm 2013.
Vào tháng 8 năm 2014, Rovio thông báo rằng Mikael Hed sẽ từ chức CEO vào tháng 1 năm 2015 và sẽ nhường chỗ cho Pekka Rantala. Hed vẫn giữ vị trí trong ban điều hành của Rovio và trở thành chủ tịch của Rovio Animation. Vào tháng 12 năm 2014, Rovio đã sa thải 110 nhân viên sau khi lợi nhuận sau thuế giảm một nửa trong năm 2013 do các trò chơi gần đây của họ, Angry Birds Epic và Go!, không thành công như các trò chơi trước đó. Sau động thái này, Rovio đã đóng cửa studio ở Tampere và chuyển hoạt động vào vị trí ở Espoo. Cuối năm 2014, Rovio đã ghi nhận giảm 73% lợi nhuận, chỉ kiếm được 10 triệu Euro. Pekka Rantala cho biết giảm lợi nhuận là do doanh số bán hàng thấp của các sản phẩm được cấp phép và các sản phẩm phụ của Angry Birds. Ông cũng nhấn mạnh rằng "công ty không hài lòng với kết quả của hoạt động kinh doanh cấp phép của chúng tôi". Vào tháng 8 năm 2015, Rovio đã sa thải 260 nhân viên trên toàn thế giới sau khi doanh thu từ đồ chơi và sản phẩm của Angry Birds giảm 43% trong năm 2014. Vào tháng 12 năm 2015, Rantala thông báo ông sẽ từ chức làm CEO và sẽ được thay thế bởi Kati Levoranta, người từng là giám đốc pháp lý của Rovio, vào tháng 1 năm 2016.
Vào ngày 16 tháng 1 năm 2017, Rovio đã mở studio trò chơi mới tại Luân Đôn, tập trung vào các trò chơi trực tuyến đa người chơi. Vào ngày 15 tháng 2 năm 2017, Rovio thông báo sẽ cắt giảm ít nhất 35 việc làm trong quá trình cơ cấu lại bộ phận hoạt hình. Vào tháng 3 năm 2017, Kaiken Entertainment, do cựu CEO của Rovio Mikael Hed thành lập, đã mua lại phân khúc hoạt hình của Rovio. Vào tháng 3 năm 2017, Rovio thông báo đã trở lại lãi với doanh thu tổng cộng 201 triệu USD nhờ thành công của bộ phim Angry Birds và các trò chơi video gần đây.
Vào tháng 6 năm 2017, Kaj Hed từ chức chủ tịch của Rovio và Mika Ihamuotila kế nhiệm ông trở thành chủ tịch mới.
Vào ngày 5 tháng 9 năm 2017, Rovio thông báo ý định trở thành một công ty niêm yết công khai. Vào tháng 10 năm 2017, cổ phiếu Rovio được bán trên sàn giao dịch NASDAQ Helsinki và công ty này được định giá ở mức 1 tỷ USD.
Vào ngày 2 tháng 3 năm 2018, Rovio thông báo đóng cửa studio tại Luân Đôn sau kết quả không đạt kỳ vọng.
Vào ngày 14 tháng 11 năm 2018, Rovio thông báo đã bổ nhiệm cựu giám đốc điều hành của Gameloft, Alexandre Pelletier-Normand, làm phó chủ tịch điều hành của đơn vị kinh doanh trò chơi của họ. Ông bắt đầu công việc vào ngày 2 tháng 1 năm 2019. Vào ngày 30 tháng 11 năm 2018, Rovio thông báo họ đã hoàn toàn mua lại PlayRaven, nhà phát triển nổi tiếng với việc tạo ra các trò chơi chiến lược như Eve: War of Ascension.
Vào ngày 3 tháng 6 năm 2020, Rovio đã mua lại Darkfire Games với số tiền không tiết lộ. Công ty con này sẽ trở thành Rovio Copenhagen.
Vào ngày 21 tháng 12 năm 2020, Rovio thông báo rằng Phó chủ tịch điều hành của bộ phận trò chơi, Alexandre Pelletier-Normand, sẽ tiếp quản vị trí CEO. Thay đổi này có hiệu lực từ ngày 1 tháng 1 năm 2021. Năm 2021, công tố viên tỉnh New Mexico đã đệ đơn kiện liên bang Rovio, cáo buộc công ty thu thập và bán trái phép dữ liệu cá nhân của người dùng dưới mười ba tuổi cho các nhà quảng cáo bên thứ ba.
Vào ngày 15 tháng 4 năm 2023, IGN đưa tin rằng Sega sẽ mua lại Rovio với giao dịch gần 1 tỷ đô la. Rovio từ chối đề nghị mua lại trước đó từ công ty di động Israel Playtika với giá 800 triệu đô la. Vào ngày 17 tháng 4 năm 2023, Sega Sammy Holdings thông báo rằng họ đã đưa ra đề xuất mua lại Rovio với giá 706 triệu euro (776 triệu đô la Mỹ), và dự kiến giao dịch này sẽ hoàn tất vào tháng 9 năm 2023.

## Các trò chơi được phát triển

### 2003-2009
Trước khi tạo ra Angry Birds, Rovio đã phát triển 51 trò chơi, bao gồm các dự án làm việc thuê, hợp đồng xuất bản và các tự do phát hành.
- Bounce Boing Voyage - N-Gage  (2008)
- Bounce Evolution - Nokia N900 (2009)
- Bounce Tales - Java ME (2008)
- Bounce Touch - Symbian^1 (2008)
- Burger Rush - Java ME (2008)
- Burnout - Java ME (2007)
- Collapse Chaos - Java ME (2008)
- Cyber Blood - Java ME (2006)
- Darkest Fear - Java ME (2005), iOS (2009)
- Darkest Fear 2: Grim Oak - Java ME (2006)
- Darkest Fear 3: Nightmare - Java ME (2006)
- Desert Sniper - Java ME (2006)
- Dragon & Jade - Java ME (2007)
- Formula GP Racing - Java ME (2005)
- Gem Drop Deluxe - Java ME (2008)
- Marine Sniper - Java ME (2007)
- Mole War - Java ME (2004)
- Need for Speed: Carbon - Java ME (2006)
- Paid to Kill - Java ME (2004)
- Paper Planes - Java ME (2008)
- Patron Angel - Java ME (2007)
- Playman Winter Games - Java ME (2005)
- Shopping Madness - Java ME (2007)
- Space Impact: Meteor Shield - Nokia N97 (2010)
- Star Marine - Java ME (2007)
- Sumea Ski Jump - Java ME (2007)
- SWAT Elite Troops - Java ME (2008)
- Totomi - iOS, Flash, Java ME (2008)
- US Marine Corps Scout Sniper - Java ME (2006)
- War Diary: Burma - Java ME (2005)
- War Diary: Crusader - Java ME (2005)
- War Diary: Torpedo - Java ME  (2005)
- Wolf Moon - Java ME (2006)
- X Factor 2008 - Java ME (2008)

### 2009–nay
| Năm  | Tiêu đề                         | Nền tảng | Nền tảng | Nền tảng | Nền tảng |
| Năm  | Tiêu đề                         | Android  | iOS      | PC       | WP       |
| ---- | ------------------------------- | -------- | -------- | -------- | -------- |
| 2009 | Angry Birds                     | Có       | Có       | Có       | Có       |
| 2010 | Angry Birds Seasons             | Có       | Có       | Có       | Có       |
| 2011 | Angry Birds Rio                 | Có       | Có       | Có       | Có       |
| 2012 | Angry Birds Space               | Có       | Có       | Có       | Có       |
| 2012 | Amazing Alex                    | Có       | Có       | Có       | Có       |
| 2012 | Bad Piggies                     | Có       | Có       | Có       | Có       |
| 2012 | Angry Birds Star Wars           | Có       | Có       | Có       | Có       |
| 2013 | The Croods                      | Có       | Có       | Có       | Không    |
| 2013 | Angry Birds Friends             | Có       | Có       | Có       | Không    |
| 2013 | Angry Birds Star Wars II        | Có       | Có       | Có       | Có       |
| 2013 | Angry Birds Go!                 | Có       | Có       | Không    | Có       |
| 2014 | Angry Birds Epic                | Có       | Có       | Không    | Có       |
| 2014 | Angry Birds Stella              | Có       | Có       | Không    | Có       |
| 2014 | Angry Birds Transformers        | Có       | Có       | Không    | Không    |
| 2014 | Selfie Slam                     | Có       | Có       | Không    | Có       |
| 2014 | Retry                           | Có       | Có       | Không    | Không    |
| 2015 | Angry Birds POP!                | Có       | Có       | Không    | Không    |
| 2015 | Angry Birds 2                   | Có       | Có       | Có       | Không    |
| 2015 | Nibblers                        | Có       | Có       | Không    | Không    |
| 2015 | Love Rocks Starring Shakira     | Có       | Có       | Không    | Không    |
| 2015 | Angry Birds Fight!              | Có       | Có       | Không    | Không    |
| 2016 | Angry Birds Action!             | Có       | Có       | Không    | Không    |
| 2016 | Angry Birds Blast!              | Có       | Có       | Không    | Không    |
| 2017 | Battle Bay                      | Có       | Có       | Không    | Không    |
| 2017 | Angry Birds Evolution           | Có       | Có       | Không    | Không    |
| 2017 | Angry Birds Match               | Có       | Có       | Không    | Không    |
| 2019 | Angry Birds Dream Blast         | Có       | Có       | Không    | Không    |
| 2019 | Angry Birds VR/AR: Isle of Pigs | Có       | Có       | Có       | Không    |
| 2019 | Sugar Blast                     | Có       | Có       | Không    | Không    |
| 2020 | Small Town Murders              | Có       | Có       | Không    | Không    |
| 2021 | Angry Birds Reloaded            | Không    | Có       | Không    | Không    |
| 2022 | Angry Birds Journey             | Có       | Có       | Không    | Không    |
| 2022 | Rovio Classics: Angry Birds     | Có       | Có       | Không    | Không    |

## Các bộ phim truyền hình
- Angry Birds Toons (2013–2016)
- Piggy Tales (2014–2019)
- Angry Birds Stella (2014–2016)
- Angry Birds Blues (2017)
- Angry Birds BirLd Cup (2018)
- Angry Birds Zero Gravity (2018)
- Angry Birds on the Run (2018–2020)
- Angry Birds MakerSpace (2019–present)
- Angry Birds Slingshot Stories (2020-2022)
- Angry Birds Bubble Trouble (2020–nay)
- Angry Birds: Summer Madness (2022–nay)

## Các bộ phim chiếu rạp
- The Angry Birds Movie (2016)
- The Angry Birds Movie 2 (2019)